# HD175758
HD175758 — хімічно пекулярна зоря спектрального класу F5, що має видиму зоряну величину в смузі V приблизно  7,3.
Вона  розташована на відстані близько 532,1 світлових років від Сонця.